# Pachyornis
Pachyornis je izumrli rod ptica neletačica iz porodice moa. 
Kao i sve neletačice, bile su članice reda nojevki. Imale su prsnu kost bez rtenjače. Također su imale i karakteristično nepce.  Podrijetlo ovih ptica postaje sve jasnije, pa mnogi shvaćaju da su preci ovih ptica mogli letjeti i odletjele su u južne krajeve, gdje su se udomaćile. 
Rod ima tri vrste. Općenito su slične monotipskoj istočnoj moi i onoj iz roda Euryapteryx, obalnoj moi, ali se o njih razlikuju po više istaknutom kljunu i krupnijoj građi. Sve su vrste dosta brzo izumrle nakon kolonizacije Novog Zelanda, čiji su endem bile.

## Vrste
- Pachyornis australis
- Pachyornis elephantopus
- Pachyornis mappini